# Phyllogomphoides suasillus
Phyllogomphoides suasillus – gatunek ważki z rodziny gadziogłówkowatych (Gomphidae). Występuje na terenie Ameryki Środkowej.